# Hampton (Nebraska)
Hampton es una villa ubicada en el condado de Hamilton en el estado estadounidense de Nebraska. En el Censo de 2010 tenía una población de 423 habitantes y una densidad poblacional de 472,03 personas por km².

## Geografía
Hampton se encuentra ubicada en las coordenadas 40°52′52″N 97°53′15″O / 40.88111, -97.88750. Según la Oficina del Censo de los Estados Unidos, Hampton tiene una superficie total de 0.9 km², de la cual 0.9 km² corresponden a tierra firme y (0%) 0 km² es agua.

## Demografía
Según el censo de 2010, había 423 personas residiendo en Hampton. La densidad de población era de 472,03 hab./km². De los 423 habitantes, Hampton estaba compuesto por el 97.4% blancos, el 0% eran afroamericanos, el 0% eran amerindios, el 0.95% eran asiáticos, el 0% eran isleños del Pacífico, el 0% eran de otras razas y el 1.65% pertenecían a dos o más razas. Del total de la población el 1.89% eran hispanos o latinos de cualquier raza.